# Аденикен, Олападе
Олападе Аденикен (англ. Olapade Adeniken; род. 19 августа 1969) — нигерийский легкоатлет, призёр Олимпийских игр.
Олападе Аденикен родился в 1969 году в Ошогбо. В 1988 году он стал серебряным призёром чемпионата мира среди юниоров на дистанции 200 м. В том же году Аденикен принял участие в Олимпийских играх в Сеуле, выступал в трёх дисциплинах — 100 м, 200 м и в эстафете 4×100 м, во всех выбыл на стадии квалификационных забегов. На летней Универсиаде 1989 года Аденикен стал серебряным призёром в беге на 100 м. В 1992 на Олимпийских играх в Барселоне он стал обладателем серебряной медали в эстафете 4×100 м, на дистанции 200 м финишировал 5-м, а на дистанции 100 м — 6-м. В 1992 году Аденикен стал первым нигерийским спринтером, преодолевшим 10-секундный барьер на стометровке. В 1994 году он установил личный рекорд — 9,95 сек. В 1996 году Аденикен выступал на Олимпийских играх в Атланте, участвовал только в соревнованиях по бегу на 100 м, выбыл на стадии квалификационных забегов. В 1997 году он стал серебряным призёром чемпионата мира в эстафете 4×100 м.